# James Best
Jules Franklin Guy, más conocido como James Best (Powderly, Kentucky, 26 de julio de 1926 - Hickory, Carolina del Norte, 6 de abril de 2015), fue un actor, productor, director, escritor, cantante, actor de voz y profesor estadounidense.

## Biografía

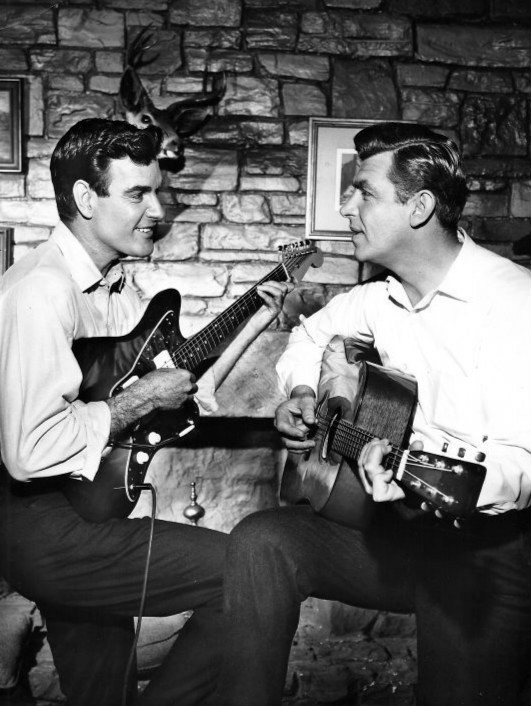
Best con Andy Griffith en The Andy Griffith Show.

Nació en Kentucky, en 1926. Su madre era la hermana de Ike Everly, padre del dúo pop los Everly Brothers. Su madre murió en 1929, y fue mandado a vivir a un orfanato. Más tarde fue adoptado por la familia Best y se fue a vivir con ellos en Corydon, condado de Harrison, en el sur de Indiana.
En 1959 se casó con Jobee Ayers, y la pareja tuvo dos hijas, Janeen y Jojami. La pareja se divorció en 1977. Best también tenía un hijo, Gary Best, de su matrimonio anterior. En 1986 se casó con Dorothy Best. Era tío de la modelo Jennifer Lyons y suegro del cantante Michael Damián.

## Carrera
Sus primeros papeles en películas fueron: Sam en Orgullo de comache, Cole Younger en Los asaltantes de Kansas, Frank Addison en Peggy, Jerry Connell en Air Cadet y Joe Rakich en Steel Town. 
Algunas de sus participaciones en cine son: Black Gold, Corredor sin retorno, La revancha de Clint Cooper, Espuelas negras, Tres en un sofá, Salvajes, El expreso de Corea, Así empezó Hollywood, The Brian Machine, Raney, Death Mask, Hot Tamale, La leyenda de Moondance Alexander, Return of the Killer Shrews y The Sweeter Side of Life.
Se hizo muy popular con la serie The Dukes of Hazzard, donde interpretó al Sheriff Rosco P. Coltrane durante el período 1979 a 1985

## Muerte
James Best falleció el 6 de abril de 2015, en Hickory, Carolina del Norte, por complicaciones de la neumonía que padecía. Best tenía 88 años. Le sobreviven sus tres hijos y su esposa, Dorothy.

## Filmografía
- Hopalong Cassidy (1954)
- Stories of the Century (1954)
- Annie Oakley (1954)
- The Gene Autry Show (1954)
- The Adventures of Kit Carson (1954-1955)
- Buffallo Bill (Jr.) (1955)
- Lux Video Theatre (1953-1955)
- The Adventures of Champion (1955-1956)
- Crossroads (1956, serie de televisión)
- Telephone Time (1956)
- The Left Handed Gun (1958)
- Pony Express (1960, serie de televisión)
- General Electric Theatre (1960)
- The Texan (1960)
- Overland Trail (1960)
- Lock Up (1960)
- El rebelde (1960)
- Bonanza (1961)
- El pistolero de San Francisco (1957-1961)
- Michael Shayne (1961)
- The Andy Griffith Show (1960-1961)
- Laramie (1959-1962, serie de televisión)
- Intriga en Hawái (1962)
- Combate! (1964)
- Una rubia explosiva (1965)
- Bonanza S9 E19 (1967)
- The Brain Machine (1972)
- Enos (1980, serie de televisión)
- The Dukes (1983)
- The Dukes of Hazzard (1979-1985)
- B. L. Stryker (1990)
- In the Heat of the Night (1991, serie de televisión)